# 프랑크푸르트 다문화지원센터
프랑크푸르트 다문화지원센터(Amt für Multikulturelle Angelegenheiten, 이하 AmkA)는 1989년 프랑크푸르트시의 시의회 결정에 의해 설립되었다. 프랑크푸르트는 높은 문화 다양성을 지닌 인구적 특성을 가지고 있다. 지방 자치 기관으로서 AmkA는 프랑크푸르트의 다양한 인구 집단을 건설적으로 공존하게 한다는 목표를 가지고 있다. 성공적인 통합은 프랑크푸르트의 모든 거주자가 그들의 출신지나 배경에 상관없이 시의 미래를 위해 협력할 때 비로소 이루어질 수 있다. 이를 위한 기본은 기회의 참여의 평등이다. AmkA는 통합 방법을 개발하고, 관련 기관 간의 네트워크를 지원하며, 거주자들 간의 관용과 이해를 돕는다. 또한, AmkA는 거주자, 정부 기관, 그리고 경찰간의 갈등을 중재하여 반차별을 유도하며, 부모와 아이들을 위한 언어 및 직업 교육을 실시하고 있다. AmkA는 통합과 다양성이라는 큰 틀에 관련된 기관들과 협력적 관계를 맺고 있다. 다양한 문화간의 소통과 네트워크의 발전은 AmkA의 활동 중 가장 중요한 부분을 차지한다.

### 주력 분야
본 기관이 주력하고 있는 분야는 다음과 같다.
- 이민
- 반차별 운동
- 직업 교육
- 여성과 인권
- 건강
- 다문화 갈등
- 다문화 행사
- 종교
- 학교, 교육 및 언어
- 네트워크
- 갈등과 중재

## 주요 사업

### 교육
구직 목적을 위한 교육(Berufsbezogene Deutschförderung)
다양한 이민 배경을 가진 사람들이 향후 직업에서 필요한 전문적 능력을 갖추도록 돕는 프로그램이 갖춰져 있다. 이 프로그램은 유럽 사회 기금 조직(ESF)과 이주민 및 난민 연방 사무소(BAMF)에 의해 지원되고 있다.

#### 전문직 기술 교육 과정
현재 운영되고 있는 전문직 기술 교육 과정은 다음과 같다.
- Berufsbezogenem 독일어 수업
- 통합 학습
- 배치
- 공장 투어

통합 교육
이주민 및 난민 연방 사무소(BAMF)가 제공하는 전국 이민자 언어와 통합 교육이다. 통합 교육 과정은 새로 이주한 사람들뿐만 아니라, 독일에서 살고 있던 이민자들을 위한 설계통합 프로그램도 포함하고 있다. 기본적인 수준의 독일어 수업 (600-900시간)과 함께 독일 정책, 법제도, 문화와 역사에 대한 정보를 다룬 45개의 수업이 운영되고 있다. 또한, 전 연령층 대상 이주 상담 서비스 센터도 운영되고 있다.

### 문화
- 문화다양성[2]

AmkA의 문화교류 프로그램은 굉장히 광범위하며, 여러 예술 분야를 다루고 있다. 일상 문화 영역을 비롯하여, 다양성을 그 특징으로 하는 도시사회의 여가문화 영역에서 새로운 이(異)문화 활동의 지원에 중점을 두고 있다. 여러 문화단체와 예술가들의 조언과 정보 제공 이외에도, 문화 영역 내 이민자들의 통합 활동을 진행하고 있다.
- 다문화 지원정책 관련[3]

#### 문화 퍼레이드(parade der Kulturen)[4]
AmkA에서는 이민자 단체들이 개최하는 100~150개 가량의 프로젝트와 행사들을 재정적으로 지원하고 있는데, 매년 6월 말에 개최되는 문화 퍼레이드가 대표적이다. 지역사회와 이민자 간의 평화적인 공존을 위해 10년 전부터 프랑크푸르트 지역에서 열리는 문화 퍼레이드에는 전 세대에 걸친, 전 대륙의 사람들과 그들의 다양한 사회환경을 보여준다. 작년 2014년 6월 28일날 개최된 문화 퍼레이드의 표어는”다양성- 모두를 위한 프랑크푸르트“이다.

### 사회
- 갈등 중재 및 예방[5]

프랑크푸르트 다문화지원센터((Amt fὒr multikulturelle Angelegenheiten, 이하 AmkA)의 업무는 갈등 중재 및 예방의 분야도 포함하고 있다.
AmkA는 종교단체에 도움을 주고 관계당국과의 갈등을 중재한다. (예, 종교단체의 설립조정)
Stadtteilvermittlung 라는 AmkA가 진행하는 프로젝트에서는 갈등이 일어나는 지구 또는 그 근처에 갈등에 대한 지침을 제공한다.
AmkA는 Arbeitskreises Frauen des Praventionsrates라는 2002년 5월에 설립되었으며 새로운 가정폭력보호법을 고안하고 알리는 인식 캠페인을 목표로 하고 있는 단체의 일원이다. 또한 위험한 상황에 처해있는 젊은 이주여성에 대한 온라인 상담도 지원하고 있다.
AmkA는 여성 할례, 여성 성기 절단을 퇴치하기 위한 지역 네트워크인 Rhein-Main-Fachgremium를 실행하고 있다.
Polizei und Migrantinnen und Migranten im Dialog in Frankfurt am Main 라는 프로젝트에서는 더 큰 상호이해와 관용을 위해서 이주단체의 대표들과 함께 경찰과 관련 공무원들을 모집하고 있다.

## 협력
AmkA의 협력 기관은 프랑크푸르트 사무소와 그 산하 기관뿐만이 아니다. AmkA는 다양한 네트워크의 일원으로서, 여러 기관 및 단체들과의 프로젝트를 통해 독일과 유럽의 발전을 도모하고 있다. 컨퍼런스는 통합 이슈에 대한 논의가 이루어질 수 있는 다양한 형태로 진행되며, 결과물은 비정규적으로 발행된다.

### 클립 네트워크
프랑크푸르트는 클립 네트워크의 일원이다. 클립 네트워크는 2006년 더블린에서 설립되었으며, 30여 개의 유럽 도시와 기관들로 이루어져있다. 클립은 “지역 통합 정책을 위한 유럽 도시의 네트워크(European Network of Cities for local integration policies”를 나타낸다.클립 네트워크는 컨퍼런스를 주최하고, 시 통합 정책이 시행되고 있는 지역에 대한 공동 연구를 시행한다.